# Villa di Bellosguardo

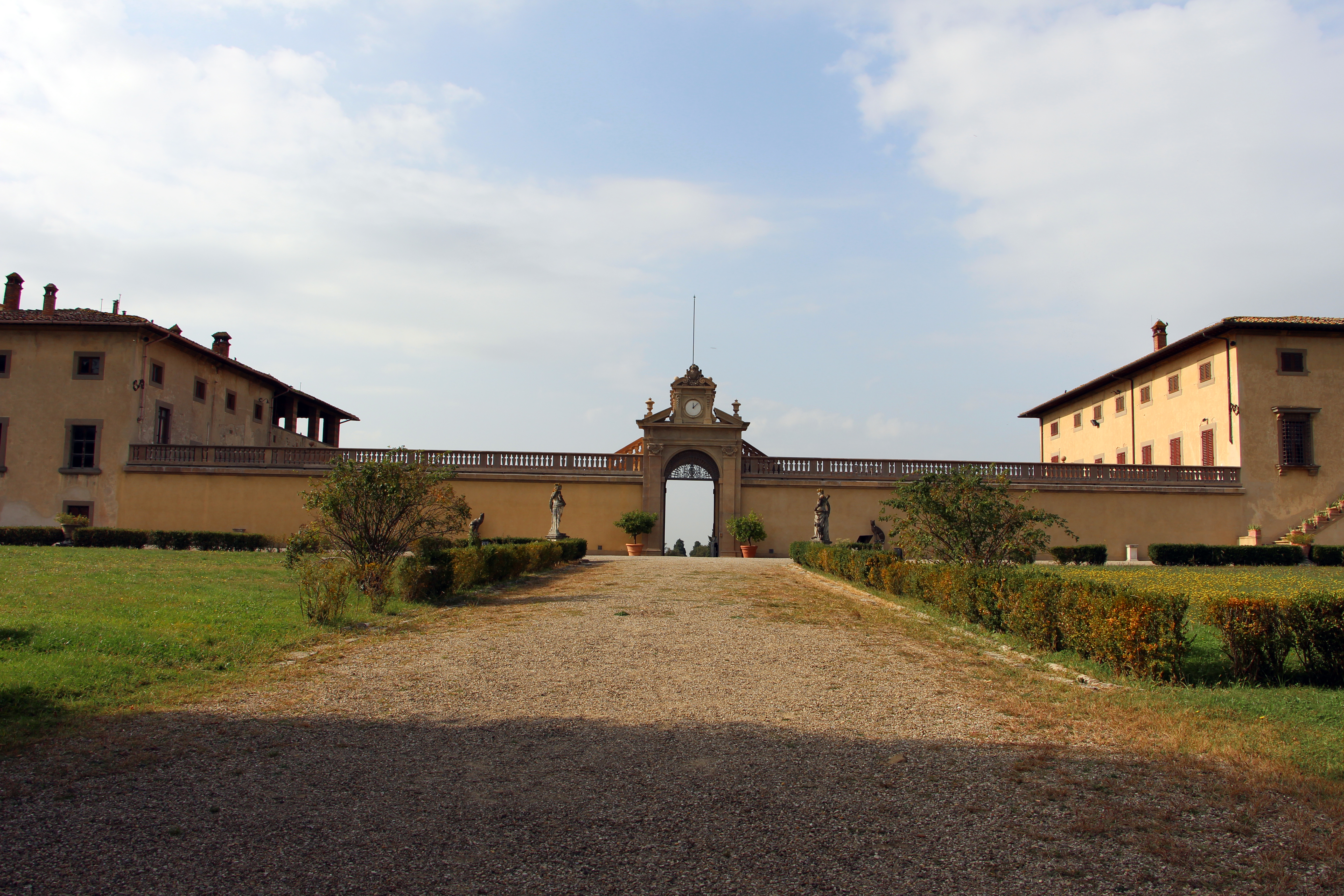
Villa Caruso di Bellosguardo

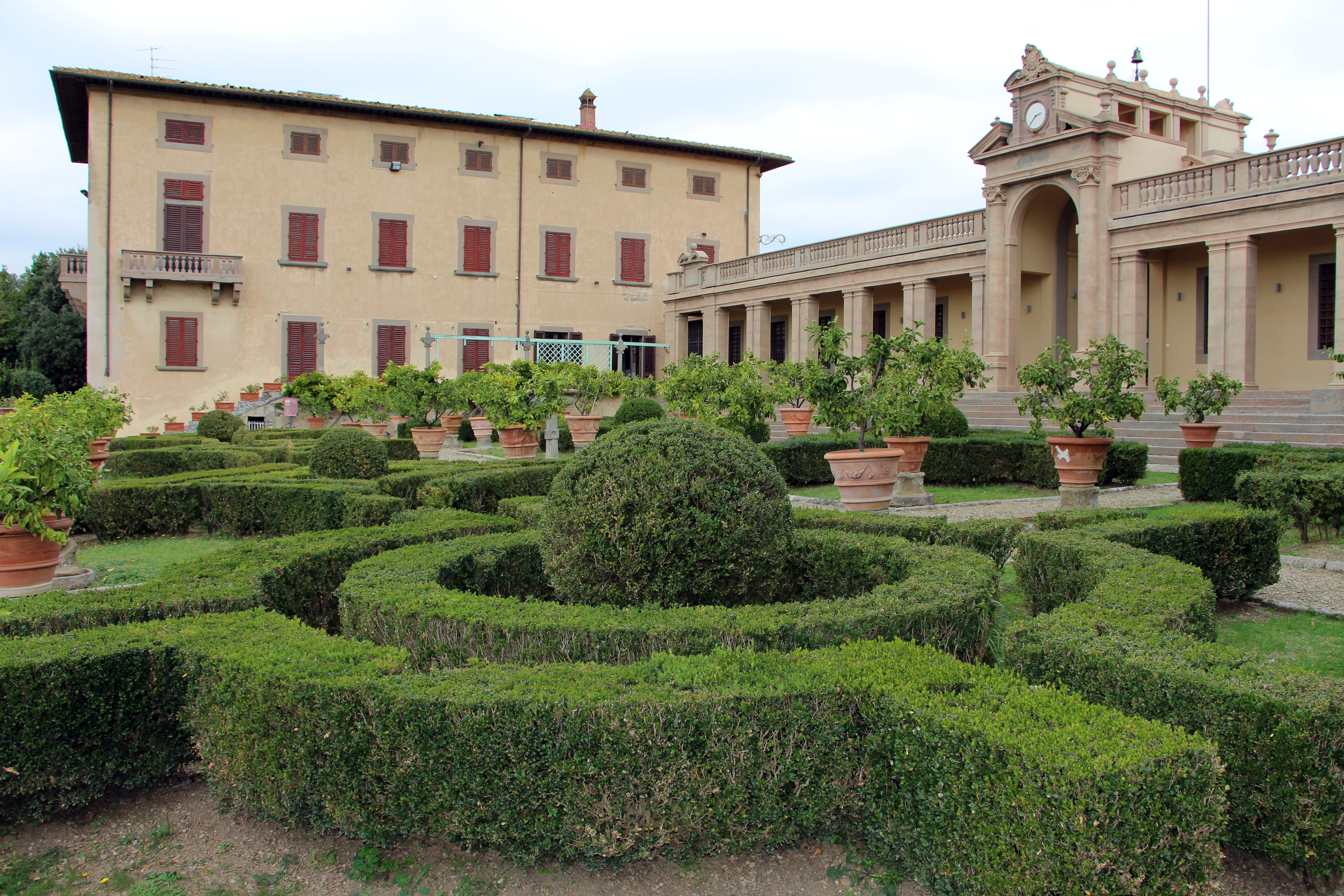
Villa Caruso di Bellosguardo

A Villa di Bellosguardo (Vila de Bela Vista), também conhecida como Villa Caruso di Bellosguardo ou Villa Caruso, cujo aspecto geral pode ser visto aqui, é um palácio italiano que se encontra na comuna de Lastra a Signa, Província de Florença, numa das zonas montanhosas mais belas da região florentina, o que lhe vale o seu nome.

## História e arquitectura
A propriedade foi comprada pela família Pucci em 1540, vindo a ser modificada pelo abade Alessandro Pucci, entre 1585 e 1595, quando este decidiu transformá-la num retiro paradisíaco adaptado à meditação religiosa e desejos de admiração. A sua villa devia apresentar em pleno o ideal maneirista daquele período. Para a construção encarregou o arquitecto Giovanni Antonio Dosio, enquanto as pinturas internas e externas que cobriam antigamente as paredes foram realizadas por Giovanni Balducci, apelidado de il Cosci, as decorações por Sandro Laschi e as esculturas de animais por Romolo del Tadda. Muitas destas obras, infelizmente, perderam-se no século XIX.
Além da villa, foram realizados, segundo o desenho de Niccolò Tribolo, um jardim e refinado parque de delícias naturais e artificiais de grande relevo, com preciosas essências arbóreas e esculturas de animais dispostas entre as plantas.
Inicialmente a villa previa dois edifícios: um destinado a residência e o outro ao uso agrícola, ligados por um longo muro onde se abria um portal. Desta planta original só restam alguns elementos, como a esplêndida escadaria dupla e as janelas em pietra serena.
Em 1858, a propriedade foi adquirida pelo Conde Giuseppe Campi, cuja família a vendeu, em 1906, ao famoso tenor Enrico Caruso, pelo que também passou a ser indicada como Villa Caruso. Conta-se que a aquisição se terá seguido a um passeio que este fez com a namorada Ada Giachetti, quando ambos ficaram enfeitiçados pelo magnífico panorama e pelo monumental e cenográfico parque.
Caruso, conquistado pela beleza e pela paz que podia encontrar na sua nova residência, mandou restaurá-la enriquecendo-a com numerosas obras de arte, como o famoso presépio napolitano, e intervenções estruturais que lhe deram o aspecto actual. Caruso valeu-se da obra do arquitecto Vittorio Sabatini, que tornou simétricos os corpos dos dois edifícios preexistentes, empregando trabalhadores da região na obra, os quais deram ao tenor a coluna em pedra, ainda visível, em sinal de agradecimento por ter contribuído para melhorar a economia local. O palácio foi restaurado e ampliado segundo a tipologia das villas toscanas, com paredes rebocadas, chaminés e portas em pietra serena. Por outro lado, o muro que liga os dois edifícios foi embelezado com uma galeria com pilastras encimada por um terraço de gosto ecléctico. O jardim foi composto ao jeito dum cenário teatral. Da arcada acede-se ao parterre, que conserva a planta renascentista que, com a sua rígida distribuição geométrica, remete plenamente para a tipologia dos jardins quinhentistas tosco-romanos.
Com a morte de Caruso, ocorrida em 1921, a propriedade passou para o seu filho Rodolfo e ao irmão Giovanni, e destes ao engenheiro Blanchi. Adquirida pelo Conde de Micheli, que devolveu ao jardim o seu aspecto renascentista, a villa foi depois cedida à família Gucci, em 1990, que a vendeu ao município de Lastra a Signa em 1995.

## Actualidade
Desde 1955, a villa, o jardim, o parque e a fazenda são propriedade do município de Lastra a Signa, o qual confiou a gestão à Associazione Villa Caruso; esta última promove a valorização da propriedade organizando ali concertos, espectáculos, exposições e visitas.
Hoje, o espírito renascentista sobrevive somente no jardim, cuja decoração estatuária se prolongou por muitas décadas: ao longo dos caminhos estão disseminadas esculturas de estilos muito diversos - desde estátuas representando antigas divindades às zoomorfas executadas por Romolo del Tadda (autor, também, de algumas estátuas do parque de Boboli) e por Giuseppe Santelli.